# Medizin im Alten Ägypten

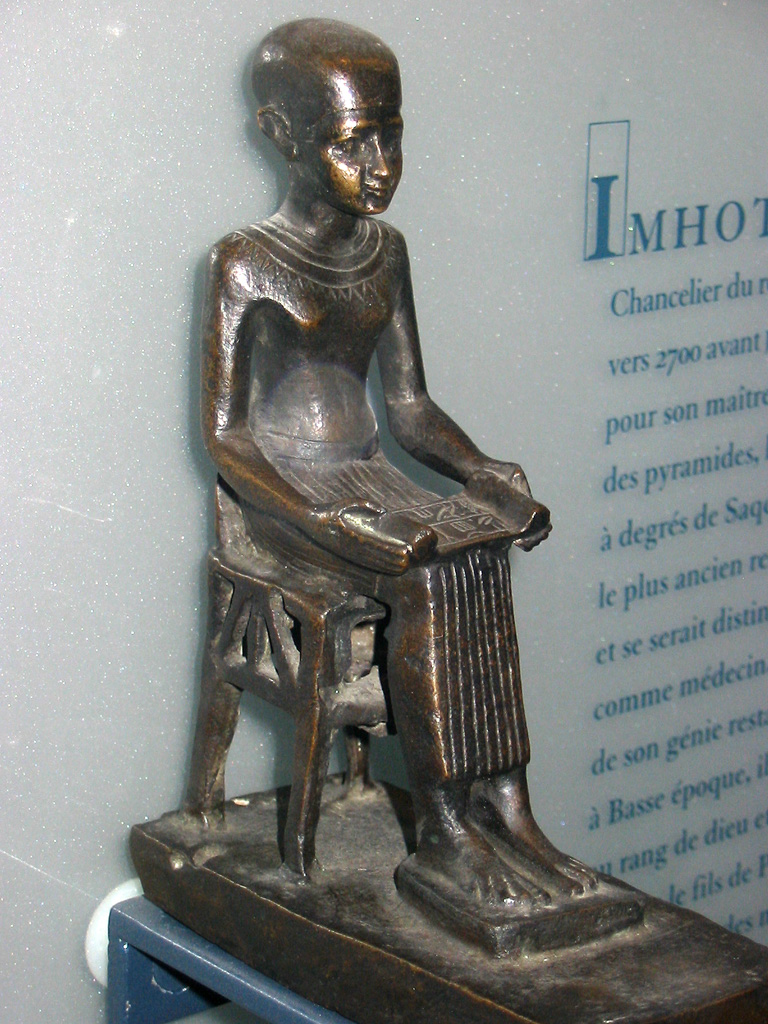
Imhotep gilt laut Legende als Begründer der altägyptischen Medizin.

Der Legende nach soll im Alten Reich die Medizin im Alten Ägypten oder Ägyptische Medizin um 2700 v. Chr. von dem Beamten und Hohepriester Imhotep begründet worden sein, der auch als Erfinder der ägyptischen Schrift gilt und in späterer Zeit als Heilgott verehrt wurde. Tatsächlich waren als Schreiber ausgebildete Beamte auch oberste königliche Verwalter und Berater sowie häufig auch Priester und Vertreter der Wissenschaft, aus deren Wissen im Alten Ägypten der Arztberuf und eine sowohl magisch-religiöse als auch empirisch-rationale Elemente enthaltende Heilkunde entstand. In der Spätzeit entwickelte sich ein Imhotep-Kult, der zum Bau zahlreicher Tempel und Kapellen führte. Diese wurden zu Wallfahrtsorten für Kranke und dienten als Vorbilder für die Asklepieions im antiken Griechenland. Als bekannteste schriftliche Quelle der Ägyptischen Medizin gilt der um 1550 v. Chr. zu Beginn des Neuen Reiches entstandene Papyrus Ebers. Eine weitere Quelle zum Arzneimittelschatz der Ägypter ist der um 1300 v. Chr. verfasste Berliner Papyrus Brugsch. In Alexandria, der Hauptstadt des Ptolemäerreiches, erreichte die bis zum Ende des Ptolomäerreiches 30 v. Chr. bestehende
altägyptische Medizin ihre letzte Blütephase. Die Stadt galt als Zentrum für Kultur und Wissenschaft der Antike und zugleich als berühmte Ausbildungsstätte für Ärzte. Hier übte sie großen Einfluss auf die Heilkunst im antiken Griechenland, und damit auch auf die Europas aus. In der Bibliothek von Alexandria befanden sich vermutlich zahlreiche ägyptische medizinische Handschriften, die mit der Zerstörung des Gebäudes für immer verloren gingen. Nach dem Ende der Pharaonendynastien setzten sich altägyptische Traditionen in der ab dem 3. Jahrhundert nachweisbaren Medizin der koptischen Kultur frühchristlicher Ägypter fort.

### Lahun-Papyri

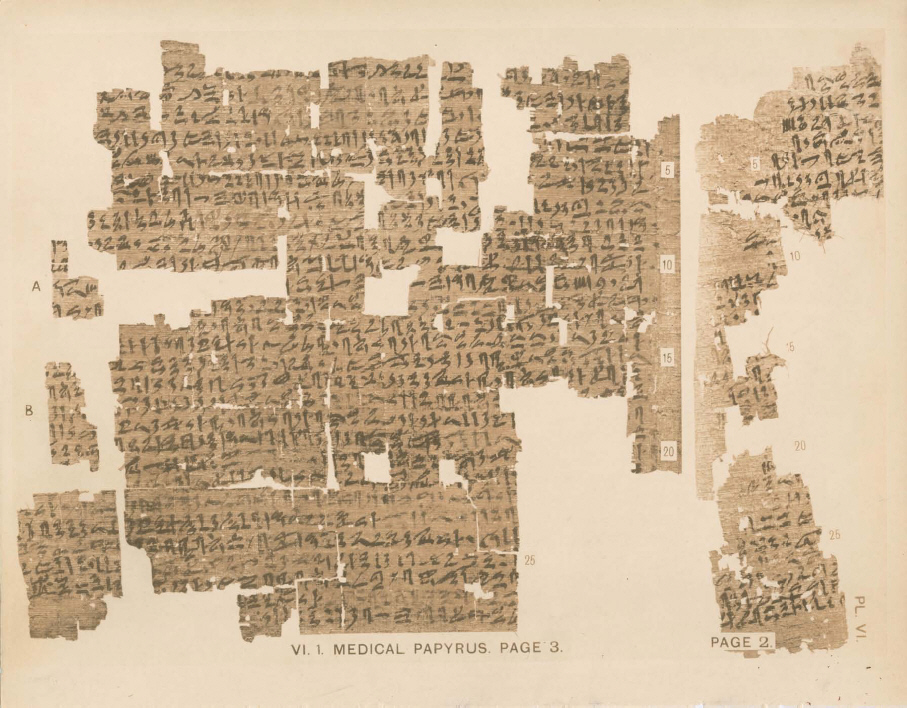
Der gynäkologische Papyrus Kahun VI. 1, S. 2 und 3

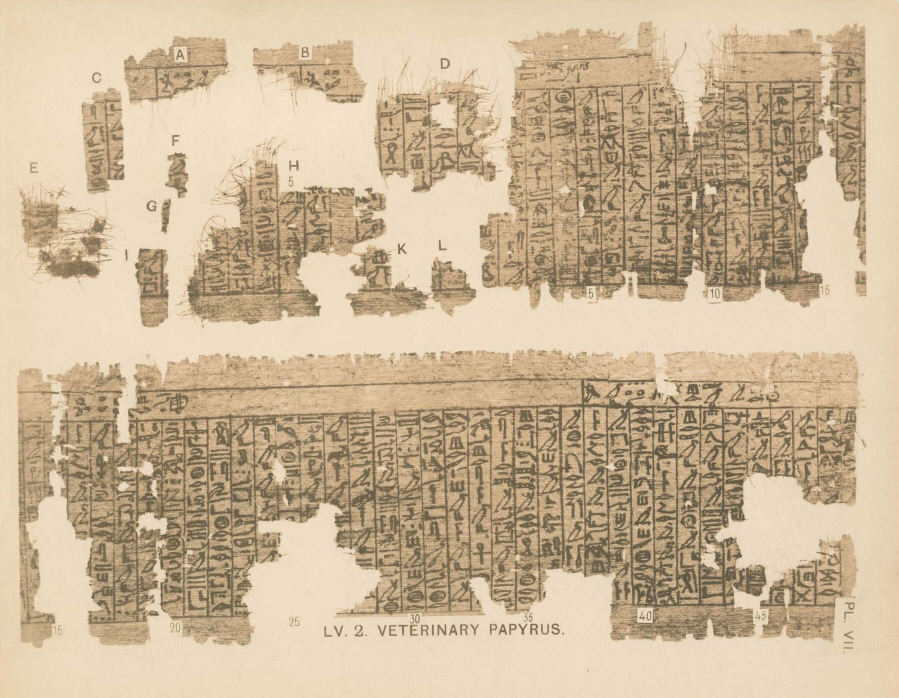
Der veterinärmedizinische Papyrus Kahun LV. 2

### Der „Instrumentenschrank“

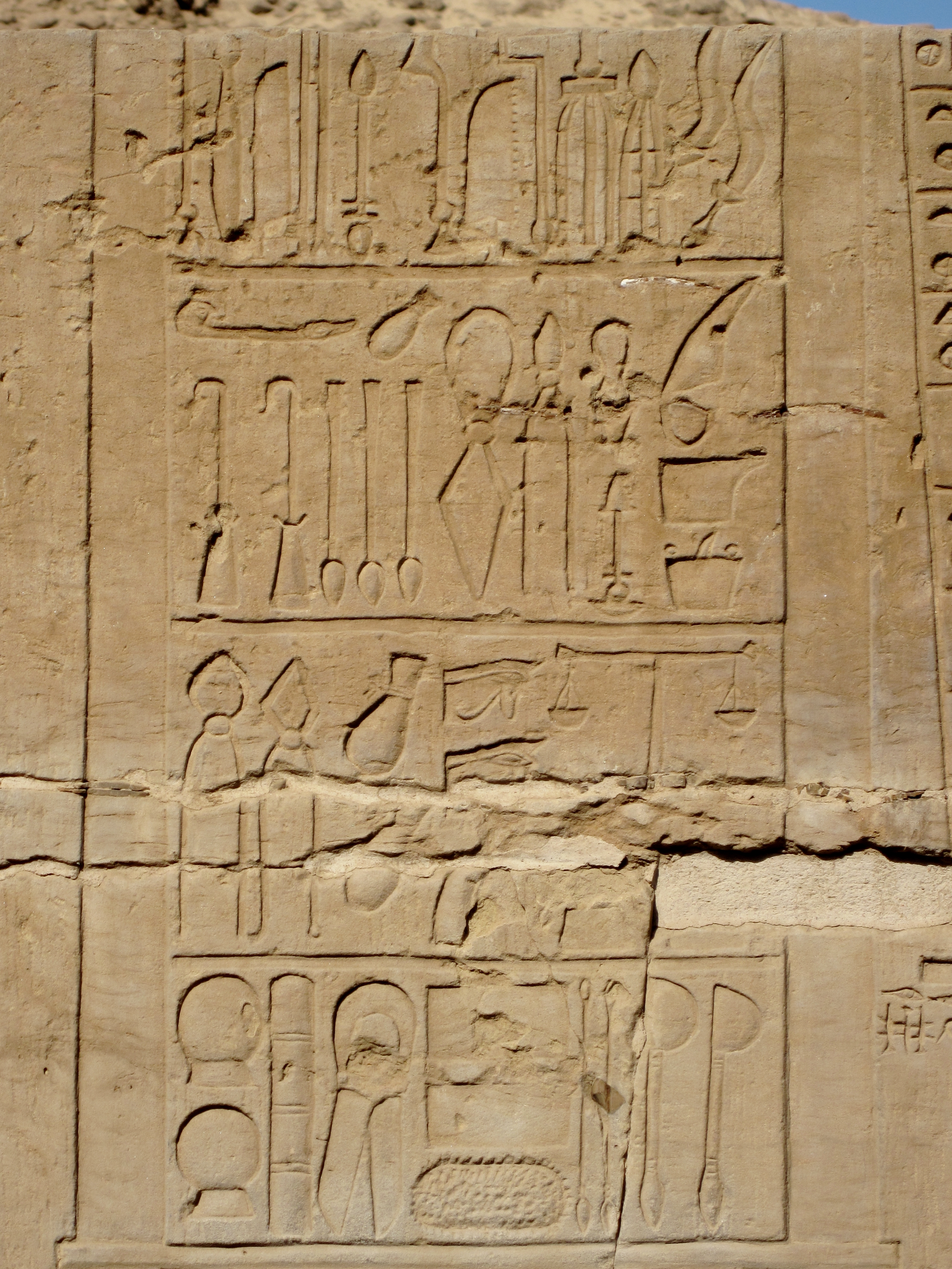
„Instrumentenschrank“, Relief im Doppeltempel von Kom Ombo